# Mista'arvim
Mista'arvim Sombras   (en hebreo: מסתערבים‎, lit. Arabizado; en árabe: مستعربين‎, Musta'arabin) es el nombre dado a las unidades de lucha antiterrorista de las Fuerzas de Defensa de Israel en la que los soldados están entrenados específicamente para disfrazarse de árabes con el fin de matar o capturar a un terrorista buscado. Estos son también comúnmente conocido como los 'pelotones árabes'.
En la novela de Tom Clancy Op-Center: Acts of War se afirma que las Mista'arvim no permiten que sus verdaderas identidades sean conocidas a las personas fuera de su unidad y que, incluso cuando están a buen resguardo, hacen todo lo posible para evitar que se los esté grabando. También se dice que están entrenados en la lucha contra la detección de vigilancia humana o mecánica.

## Formación
La capacitación para estas unidades es de unos quince meses:
1. Cuatro meses de entrenamiento básico de infantería en la base militar Mitkan Adán - el Centro de Capacitación Especial de las FDI.
2. Dos meses y medio de entrenamiento avanzado de infantería en la misma base.
3. Formación básica de dos meses de la unidad, que se centran en ejercicios de navegación avanzado urbanos y el inicio de la formación terrorista.
4. Cuatro meses de curso Mista'arvim, que abarca todo, desde aprender las tradiciones, el idioma y su forma de pensamiento , camuflaje civil (corte de pelo, lentes de contacto, forma de pensar , prendas de vestir).
5. Un mes de duración - francotirador, de conducción y otros cursos por instructores diferentes.

## Unidades
Dos de estas unidades están en las Fuerzas de Defensa de Israel y una en la Policía de Fronteras de Israel:
- Shimshon (Unidad 367),  que operaba en la Franja de Gaza en labores de inteligencia y de terrorismo de bandera falsa.Fue disuelta en 1994 después de los Acuerdos de Oslo.
- Unidad Duvdevan (Unidad 217), que opera en Cisjordania.
- Unidad Yamas de la Policía de Fronteras de Israel.
- Unidad Metzada – Unidad de élite del Servicio israelí de Prisiones cuyos soldados operan en actividades encubiertas.
- Departamento árabe – Unidad de élite del Palmach, cuyos soldados operan en estas actividades encubiertas.
- Sayeret Shaked – Unidad de élite de las IDF, que operaba encubierta en la Franja de Gaza en los 1970s.
- Unidad Hermesh –Unidad de actividad encubierta que opera en el Judea y Samaria hasta 1994. Judea y Samaria es el nombre con el que los israelíes se refieren a Cisjordania. Esta unidad fue transferida a la Brigada Kfir.